# Lincoln Brewster

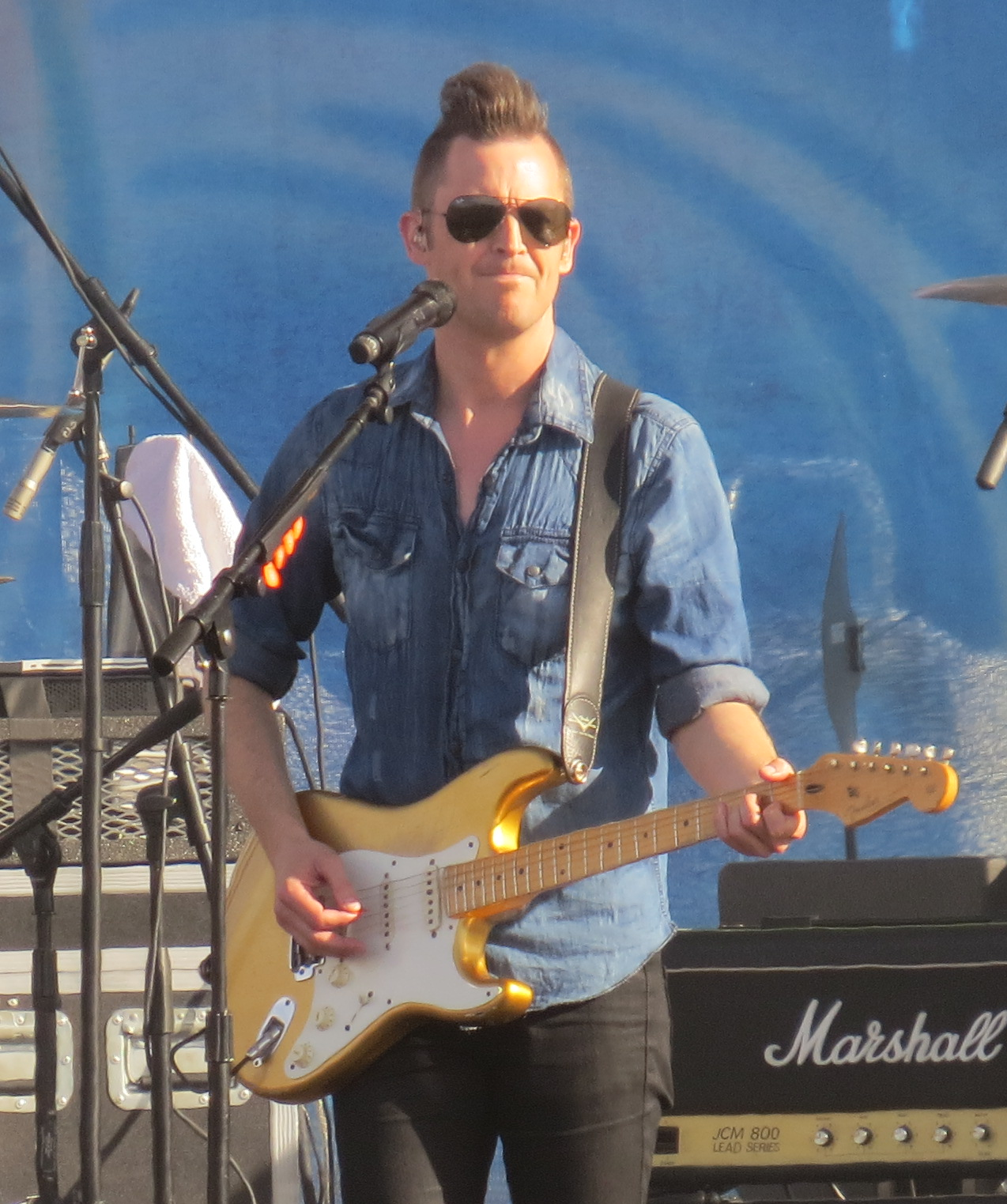
Lincoln Brewster (2014)

Lincoln Brewster (* 30. Juli 1971 in Fairbanks, Alaska) ist ein US-amerikanischer Sänger und Gitarrist der christlichen Popmusik.

## Biografie
Bereits als Kind lernte Brewster mehrere Instrumente und mit 12 hatte er die Band Lincoln and the Missing Links, der auch seine Mutter angehörte. Mit 15 zog er nach Kalifornien und spielte in der High-School-Band.
Mit 19 hatte er die Chance auf einen großen Plattenvertrag, entschied sich dann aber, seinem religiösen Engagement den Vorzug zu geben. Daneben blieb er aber ein erfolgreicher Studiomusiker und ging als Begleitmusiker über ein Jahr mit Steve Perry auf Tour.
Ende der 1990er ging er mit seiner Frau nach Nashville und half beim Aufbau der Oasis Church. Dort schloss er sich auch einem Label an und begann, eigene Alben mit christlicher Popmusik aufzunehmen. Mitte der 2000er hatte er seinen Durchbruch mit dem Live-Album All to You, mit dem er in die US-Christian-Music-Charts kam und das den Top-10-Hit Love the Lord enthielt. Mit Today Is the Day (2008) und Real Life (2010) hatte er zwei Alben, die nicht nur die Top 3 der Christian-Albums-Charts, sondern auch die offiziellen Verkaufscharts erreichten.

## Diskografie

### Studioalben
| Jahr | Titel                   | Höchstplatzierung, Gesamtwochen, AuszeichnungChartplatzierungen (Jahr, Titel, Platzierungen, Wochen, Auszeichnungen, Anmerkungen) | Höchstplatzierung, Gesamtwochen, AuszeichnungChartplatzierungen (Jahr, Titel, Platzierungen, Wochen, Auszeichnungen, Anmerkungen) | Anmerkungen                              |
| Jahr | Titel                   | US | Christ | Anmerkungen                              |
| ---- | ----------------------- | --- | --- | ---------------------------------------- |
| 1999 | Lincoln Brewster        | — | — | Erstveröffentlichung: 21. April 1999     |
| 2000 | Live to Worship         | — | — | Erstveröffentlichung: 17. Mai 2000       |
| 2002 | Amazed                  | — | Christ25 (3 Wo.)Christ | Erstveröffentlichung: 16. Juli 2002      |
| 2008 | Today Is the Day        | US56 (4 Wo.)US | Christ2 (37 Wo.)Christ | Erstveröffentlichung: 23. September 2008 |
| 2010 | Real Life               | US61 (4 Wo.)US | Christ3 (7 Wo.)Christ | Erstveröffentlichung: 28. September 2010 |
| 2014 | Oxygen: A Worship Album | US51 (2 Wo.)US | Christ2 (4 Wo.)Christ | Erstveröffentlichung: 19. August 2014    |
| 2018 | God of the Impossible   | US111 (1 Wo.)US | Christ2 (2 Wo.)Christ | Erstveröffentlichung: 4. Mai 2018        |

### Livealben
| Jahr | Titel              | Höchstplatzierung, Gesamtwochen, AuszeichnungChartsChartplatzierungen (Jahr, Titel, Platzierungen, Wochen, Auszeichnungen, Anmerkungen) | Anmerkungen                           |
| Jahr | Titel              | Christ | Anmerkungen                           |
| ---- | ------------------ | --- | ------------------------------------- |
| 2005 | All to You... Live | Christ28 (1 Wo.)Christ | Erstveröffentlichung: 30. August 2005 |

### Kompilationen
| Jahr | Titel                                              | Höchstplatzierung, Gesamtwochen, AuszeichnungChartsChartplatzierungen (Jahr, Titel, Platzierungen, Wochen, Auszeichnungen, Anmerkungen) | Anmerkungen                            |
| Jahr | Titel                                              | Christ | Anmerkungen                            |
| ---- | -------------------------------------------------- | --- | -------------------------------------- |
| 2006 | Let the Praises Ring: The Best of Lincoln Brewster | Christ42 (1 Wo.)Christ | Erstveröffentlichung: 7. November 2006 |

### Weihnachtsalben
| Jahr | Titel                                    | Höchstplatzierung, Gesamtwochen, AuszeichnungChartplatzierungen (Jahr, Titel, Platzierungen, Wochen, Auszeichnungen, Anmerkungen) | Höchstplatzierung, Gesamtwochen, AuszeichnungChartplatzierungen (Jahr, Titel, Platzierungen, Wochen, Auszeichnungen, Anmerkungen) | Anmerkungen                           |
| Jahr | Titel                                    | US | Christ | Anmerkungen                           |
| ---- | ---------------------------------------- | --- | --- | ------------------------------------- |
| 2012 | Joy to the World: A Christmas Collection | US132 (1 Wo.)US | Christ6 (7 Wo.)Christ | Erstveröffentlichung: 9. Oktober 2012 |

Weitere Weihnachtsalben
- 2019: A Mostly Acoustic Christmas

### Singles
| Jahr | Titel Album                                                        | Höchstplatzierung, Gesamtwochen, AuszeichnungChartsChartplatzierungen (Jahr, Titel, Album, Platzierungen, Wochen, Auszeichnungen, Anmerkungen) | Anmerkungen           |
| Jahr | Titel Album                                                        | Christ | Anmerkungen           |
| ---- | ------------------------------------------------------------------ | --- | --------------------- |
| 2005 | All to You (Live) All to You... Live                               | Christ14 (20 Wo.)Christ |                       |
| 2006 | Everlasting God Let the Praises Ring: The Best of Lincoln Brewster | Christ2 (29 Wo.)Christ |                       |
| 2006 | Love the Lord Let the Praises Ring: The Best of Lincoln Brewster   | Christ7 (23 Wo.)Christ |                       |
| 2008 | Today Is the Day                                                   | Christ14 (21 Wo.)Christ |                       |
| 2009 | God You Reign Today Is the Day                                     | Christ14 (20 Wo.)Christ |                       |
| 2009 | Glory to God –                                                     | Christ38 (1 Wo.)Christ |                       |
| 2010 | Salvation Is Here Today Is the Day                                 | Christ13 (20 Wo.)Christ |                       |
| 2010 | Power of Your Name Today Is the Day                                | Christ20 (21 Wo.)Christ | feat. Darlene Zschech |
| 2010 | Reaching for You Real Life                                         | Christ18 (20 Wo.)Christ |                       |
| 2012 | More Than Amazing Real Life                                        | Christ30 (20 Wo.)Christ |                       |
| 2012 | Little Drummer Boy Joy to the World: A Christmas Collection        | Christ31 (4 Wo.)Christ | feat. KJ-52           |
| 2014 | Made New Oxygen: A Worship Album                                   | Christ12 (28 Wo.)Christ |                       |
| 2015 | There Is Power Oxygen: A Worship Album                             | Christ9 (29 Wo.)Christ |                       |
| 2016 | Let It Be Known Oxygen: A Worship Album                            | Christ50 (1 Wo.)Christ |                       |
| 2016 | Oxygen Oxygen: A Worship Album                                     | Christ26 (21 Wo.)Christ |                       |
| 2017 | No One Like Our God God of the Impossible                          | Christ22 (21 Wo.)Christ |                       |
| 2018 | Everything God of the Impossible                                   | Christ48 (2 Wo.)Christ |                       |
| 2018 | While I Wait God of the Impossible                                 | Christ29 (17 Wo.)Christ |                       |

Weitere Singles
- 2006: Caught in the Moment
- 2015: Star Spangled Banner
- 2018: Here I Am
- 2020: Who Am I